# Marie Louise Le Bel de La Boissière
Marie-Louise Madeleine Victoire Le Bel de La Boissière, grevinna av d'Argenton, född 1684, död 4 mars 1748, var en fransk adelskvinna. Hon är känd som mätress till Frankrikes regent hertig Filip II av Orléans mellan 1700 och 1709.  Paret fick ett barn, Jean Philippe d'Orléans (1702–1748).

## Biografi
Marie-Louise var dotter till Daniel Le Bel, seigneur de La Boissière, och Marie-Anne Masparault, och blev känd som Mademoiselle de Séry.
Marie-Louise var släkt med Madame de Ventadour och blev tack vare dennas rekommendation hovfröken hos kungens svägerska Elisabeth Charlotte av Pfalz. Hon beskrivs som en av dem som i kretsen av Marie-Adélaïde av Savojen förde en "andra vår" till hovet under slutet av Ludvig XIV:s regeringstid och som ofta deltog i hovets konserter, baletter och amatörteater och andra nöjen och livade upp stämningen vid ett hov som präglades av Madame de Maintenons stränga religiositet.
Filip II av Orléans blev förälskad i henne 1700 och övergav Charlotte Desmares för hennes skull, och deras förhållande beskrivs som en ömsesidig förälskelse utan beräkning. Hon beskrivs som naiv och oskyldigt förälskad, utan tankar på att dra fördel av förhållandet. Hon blev hans första officiella mätress, och paret fick två barn. Hon blev väl behandlad vid Orléans-grenens hov i Palais-Royal, då hon var anställd hos sin älskares mor, som avskydde sin svärdotter, och efter sonens födelse 1702 gav hennes älskare henne godset d'Argenton med vidhängande titel, vilket gjorde henne till grevinnan d'Argenton. Hon närvarade 1709 vid den bankett hennes älskare gav kurfursten av Bayern i Paris. Både kungen och Madame de Maintenon ogillade förhållandet och pressade Filip II av Orléans att ge upp det, vilket han slutligen gjorde då han tröttnat på henne 1709, då han återupptog sin relation med Charlotte Desmares.
Marie Louise Le Bel de La Boissière fick en pension på 45 000 livres av Filip. Hon drabbades av en depression, lämnade sin son i Palais-Royal och drog sig tillbaka till ett kloster. Hon lämnade så småningom klostret och levde sedan tillsammans med Charles-Rodrigue Gonzague de Forbier, Chevalier d'Oppède, till hans död 1717. 